# Ettingen
Ettingen (gsw.  Ettige) – gmina (niem. Einwohnergemeinde) w północnej Szwajcarii, w kantonie Bazylea-Okręg, w okręgu Arlesheim. 31 grudnia 2020 roku liczyła 5 448 mieszkańców.